# Chamaecyparis
Chamaecyparis Spach, 1841 è un genere di piante della famiglia delle Cupressacee. 
Queste piante, impropriamente chiamate cipressi, sono originarie delle coste occidentali e orientali del Nord America, e delle coste orientali dell'Asia. Possono raggiungere in natura i 60 m, hanno rami penduli e appiattiti.
L'origine del nome è greca khamai (piatto) e kuparissos (cipresso).

## Tassonomia
Il genere Chamaecyparis comprende le seguenti specie:
- Chamaecyparis formosensis Matsum.
- Chamaecyparis lawsoniana (A.Murray) Parl.
- Chamaecyparis obtusa (Siebold & Zucc.) Endl.
- Chamaecyparis pisifera (Siebold & Zucc.) Endl.
- Chamaecyparis thyoides (L.) Britton, Sterns & Poggenb.

## Utilizzi
Quattro specie sono molto utilizzate principalmente come alberi ornamentali (C. lawsoniana, C. obtusa, C. pisifera e C. thyoides), da queste specie sono state selezionate centinaia di varietà ottenendone colorazioni che variano dal giallo al argentato oppure dalla crescita particolare con germogli filiformi o a bassa ramificazione. Sono specie rustiche amano terreni freschi silicei, si adattano bene negli ambienti umidi del nord Italia.
Il legno è profumato e molto costoso, viene utilizzato soprattutto in Giappone per la costruzione dei templi.

## Avversità
La pianta teme i marciumi radicali soprattutto a causa della Phytophthora, oltre ciò non è molto adatta ai climi secchi e caldi.